# 13 februarie
ianuarie • februarie • martie  • aprilie  • mai  • iunie  • iulie  • august  • septembrie  • octombrie  • noiembrie  • decembrie
13 februarie este a 44-a zi a calendarului gregorian. Mai sunt 321 de zile până la sfârșitul anului (322 de zile în anii bisecți).

## Evenimente

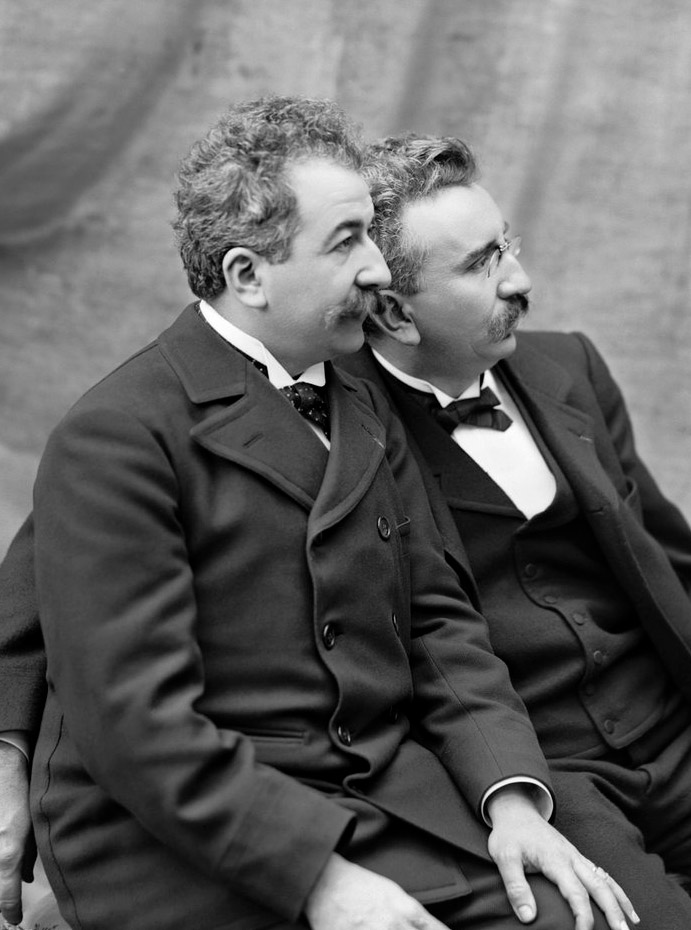
1895: A fost brevetat Cinematograful Lumiere, aparat de filmat, de proiecție și de copiat, realizat de frații Louis și Auguste Lumiere.

- 1542: Catherine Howard, a cincea soție a lui Henric al VIII-lea al Angliei, este executată pentru adulter.
- 1575: Henric al III-lea al Franței este încoronat la Rheims și se căsătorește cu Louise de Lorena în aceeași zi.
- 1633: Galileo Galilei ajunge la Roma pentru procesul său în fața Inchiziției.
- 1660: Odată cu moartea regelui Carol al X-lea Gustav al Suediei, guvernul suedez începe să caute pacea cu dușmanii Suediei din Al Doilea Război Nordic - ceea ce Carol refuzase. Cum fiul și succesorul său, Carol al XI-lea are doar patru ani, o regență conduce țara până în anul 1672.
- 1668: Spania recunoaște Portugalia ca stat independent.
- 1849: Delegația condusă de mitropolitul Andrei Șaguna prezintă împaratului Franz Joseph, Petițiunea generală a fruntașilor români din Transilvania, Banat și Bucovina, prin care se cerea recunoașterea națiunii române (13/25).
- 1853: Medicul și ortopedul Charles Gabriel Pravaz a inventat seringa.
- 1856: Încep lucrările Congresului de Pace de la Paris, care pune capăt Războiului Crimeii.
- 1867: Dunărea Albastră, a compozitorului Johann Strauss, a fost prezentată în premieră la Viena, Austria.
- 1895: A fost brevetat Cinematograful Lumiere, aparat de filmat, de proiecție și de copiat, realizat de frații Louis și Auguste Lumiere. Prima proiecție publică comercială a avut loc la 28 decembrie 1895, la Paris.
- 1931: New Delhi devine capitala Indiei.
- 1945: Eliberarea orașului Budapesta de sub ocupația fascistă.
- 1960: Franța a detonat prima bombă nucleară.
- 1988: Jocurile Olimpice de Iarnă se deschid la Calgary, Alberta, Canada.

## Nașteri
- 1457: Maria de Burgundia, fiica lui Carol Temerarul și soția împăratului Maximilian I (d. 1482)
- 1599: Papa Alexandru al VII-lea (d. 1667)
- 1743: Joseph Banks, botanist și naturalist englez (d. 1820)
- 1768: Édouard Adolphe Casimir Joseph Mortier, mareșal francez (d. 1835)
- 1769: Ivan Andreevici Krîlov, fabulist rus (d. 1844)
- 1790: Pierre Duval Le Camus, pictor francez (d. 1854)
- 1805: Peter Gustav Dirichlet, matematician german (d. 1859)
- 1811: François Achille Bazaine, mareșal al Franței (d. 1888)
- 1848: Hermann von Eichhorn, feldmareșal german prusac (d. 1918)

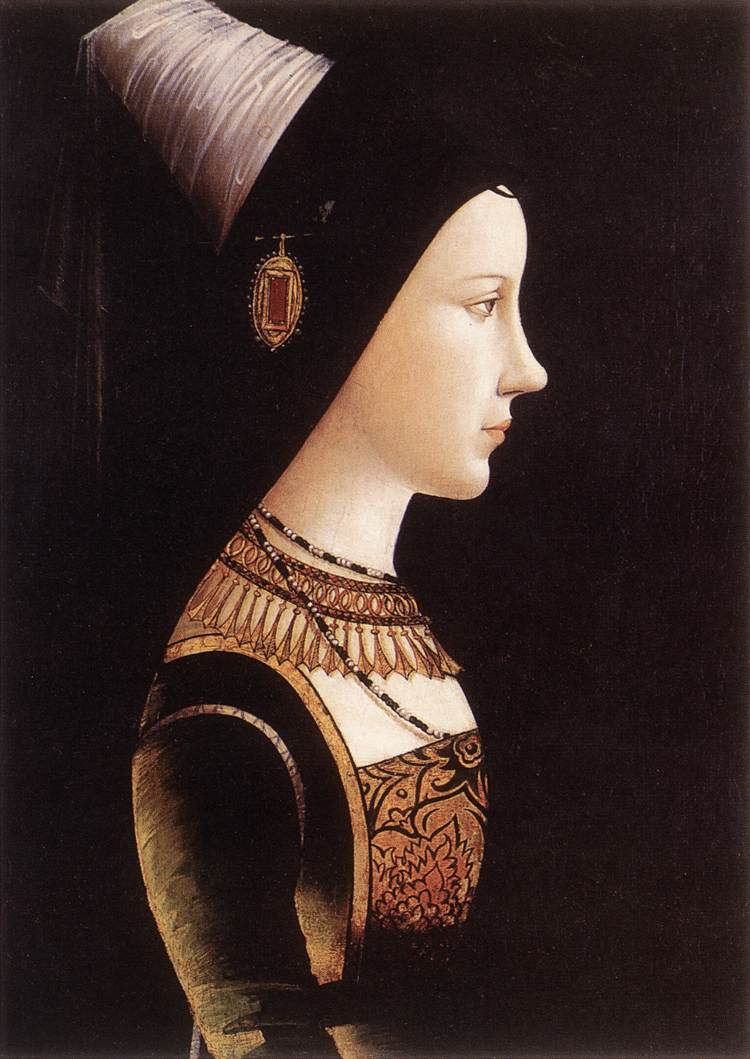
Maria de Burgundia, soția împăratului Maximilian I
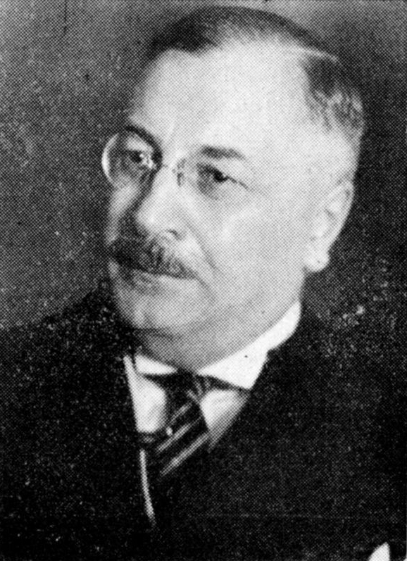
Dimitrie Gusti, filosof român
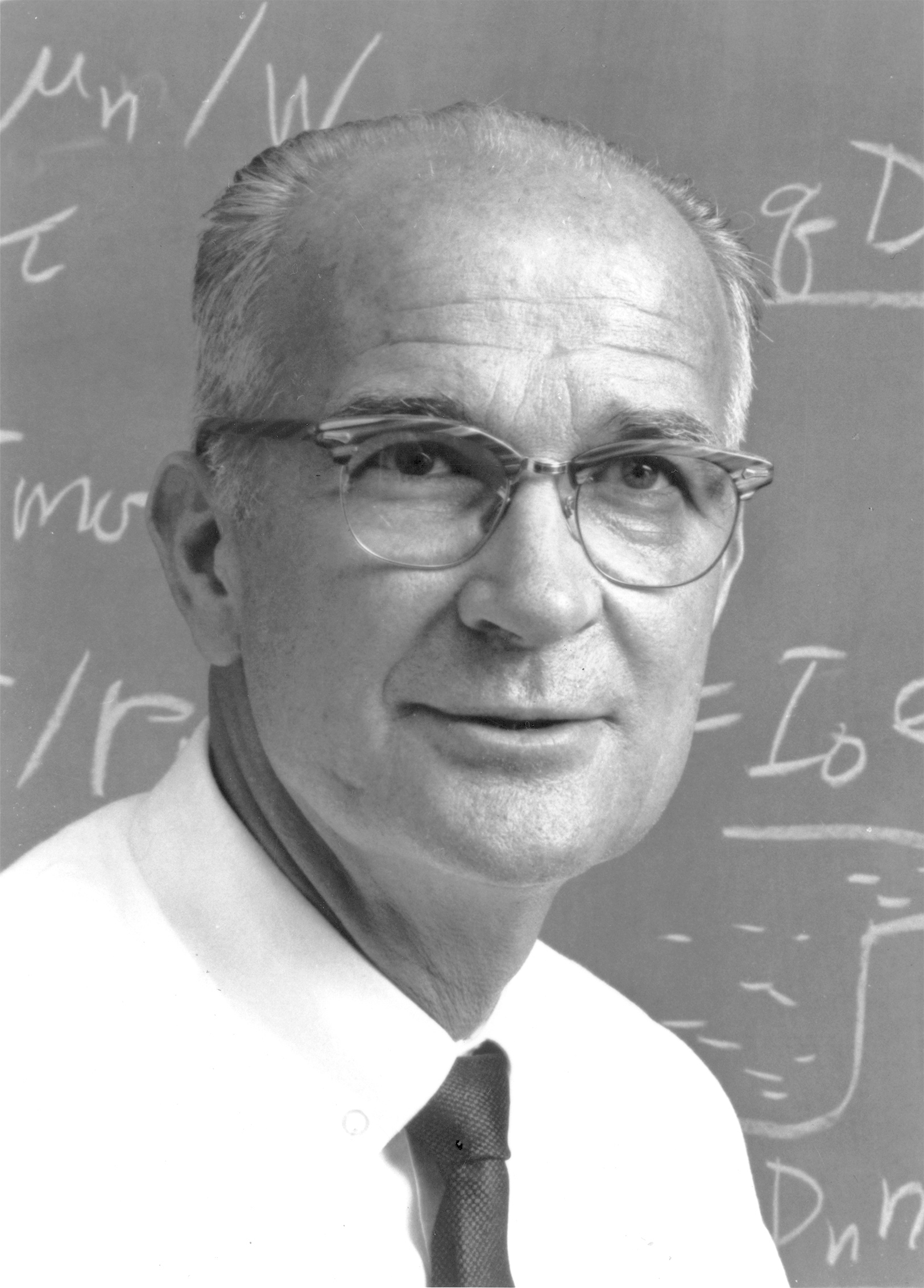
William Bradford Shockley, fizician britanico-american, laureat Nobel

- 1852: John Dreyer, astronom irlandezo-danez (d. 1926)
- 1873: Feodor Șaliapin, cântareț rus de operă (d. 1938)
- 1880: Dimitrie Gusti, filosof, estetician și sociolog român (d. 1955)
- 1855: Paul Deschanel, președine al Franței (d. 1922)
- 1896: Ermil Gheorghiu, general aviator român (d. 1977)
- 1903: Georges Simenon, scriitor belgian (d. 1989)
- 1903: Gheorghe Manu, fizician român (d. 1961)
- 1906: Petre Borilă, politician comunist român (d. 1973)
- 1910: William Bradford Shockley, fizician american de origine britanică, laureat Nobel (d. 1989)
- 1913: Alexandru Bardieru, prozator, folclorist si publicist român (d. 1994)
- 1913: Antonia Pozzi, poetă italiană (d. 1938)
- 1918: Elena Negreanu, actriță, graficiană și regizoare română (d. 2016)
- 1922: Horia Căciulescu, actor român de teatru și film (d. 1989)
- 1922: Alexandru Cumpătă, pictor român (d. 2000)
- 1923: Chuck Yeager, pilot militar și de încercare american (d. 2020)
- 1933: Kim Novak, actriță americană de film
- 1933: Gilda Marinescu, actriță română (d. 1995)
- 1934: George Segal, actor american (d. 2021)

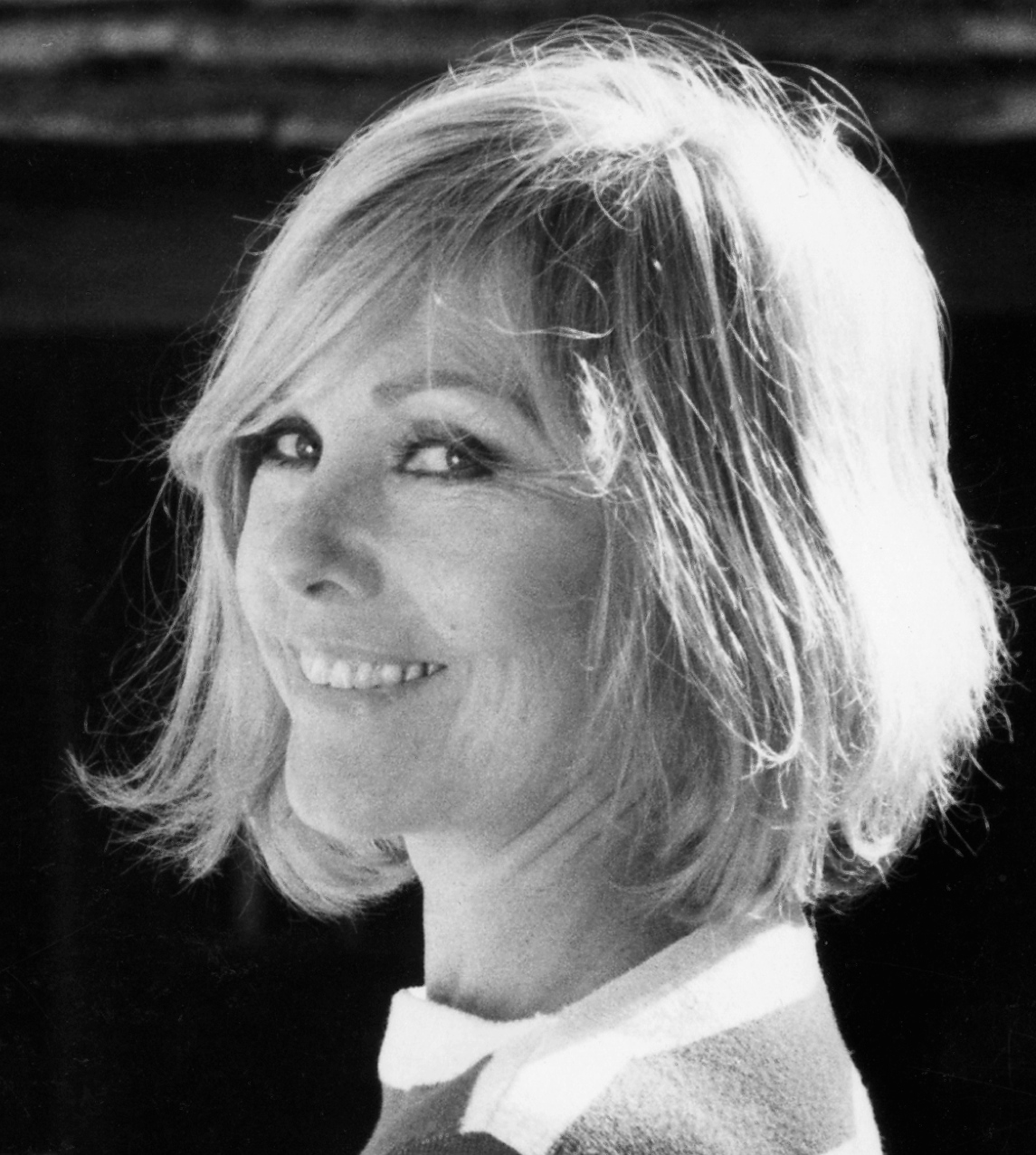
Kim Novak, actriță americană
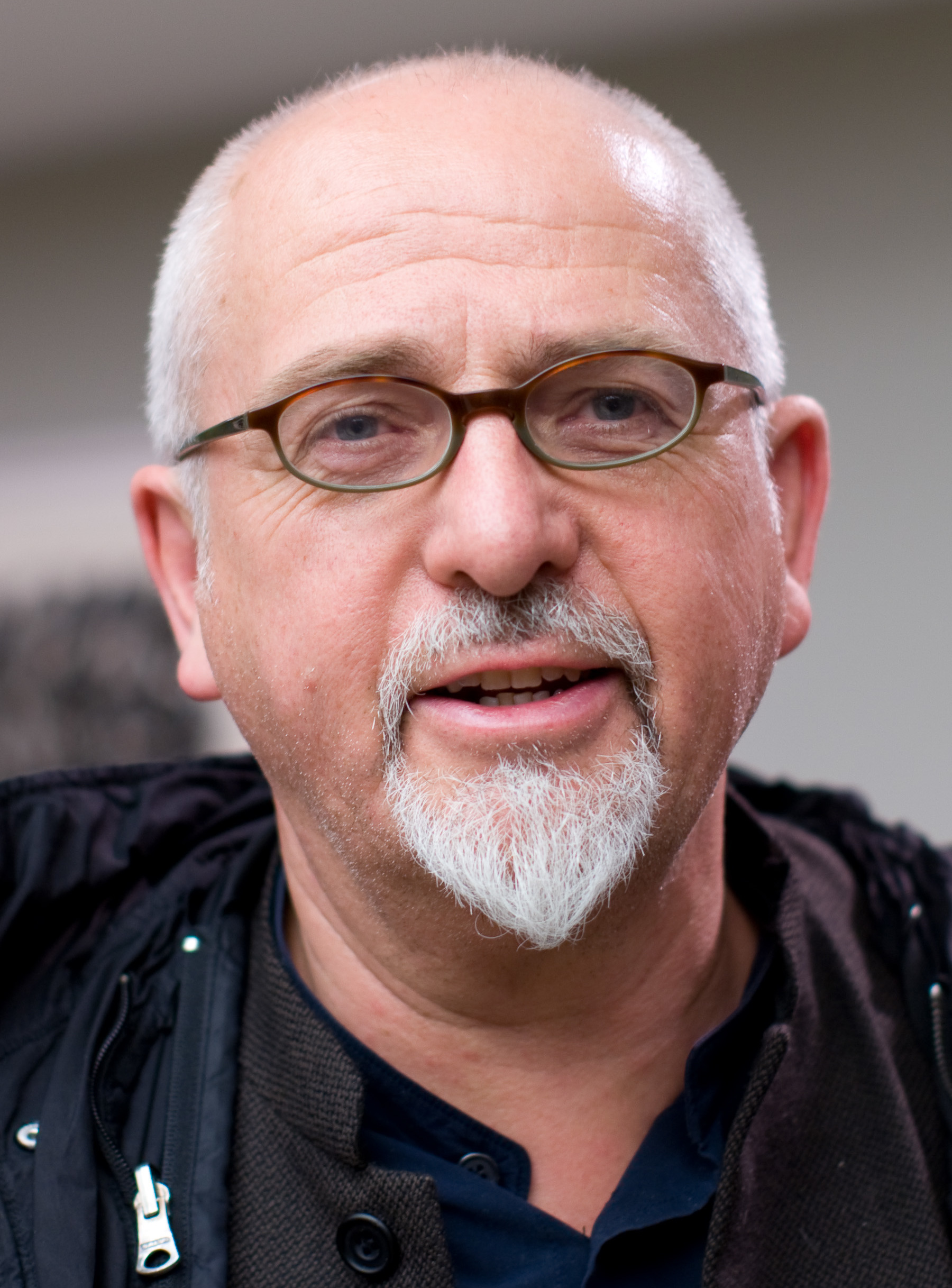
Peter Gabriel, compozitor și cântăreț englez
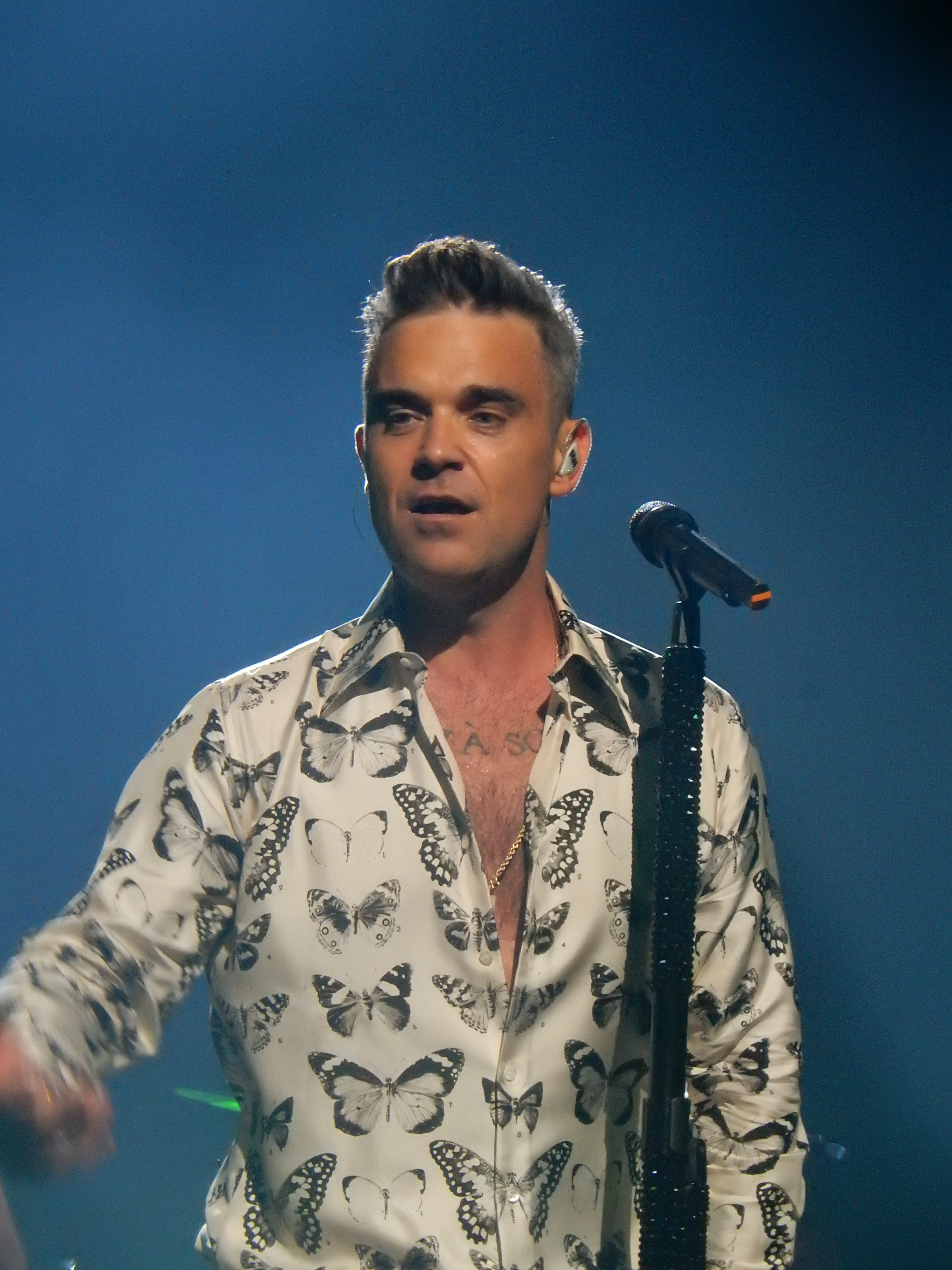
Robbie Williams, cântăreț britanic

- 1937: Rupiah Banda, politician zambian, președinte al Zambiei în perioada 2008-2011 (d. 2022)
- 1946: Artur Jorge, fotbalist și antrenor portughez de fotbal (d. 2024)
- 1949: Speranța Rădulescu, etnomuzicolog, antropolog și cercetătoare română (d. 2022)
- 1950: Bob Daisley, basist și textier de hard rock australian
- 1950: Peter Gabriel, compozitor și cântăreț englez
- 1951: Jean Băileșteanu, scriitor român (d. 2018)
- 1955: Alexandru Dabija, regizor român de teatru
- 1955: Mihai Dragolea, prozator, eseist și critic literar român (d. 2016)
- 1957: Lucian Croitoru, economist român
- 1959: Abdul Hamid Dbeibeh, politician și om de afaceri libian, prim-ministru al Libiei
- 1959: Nicolae Popa, poet și prozator moldovean
- 1960: Pierluigi Collina, fost arbitru italian de fotbal
- 1968: Niamh Kavanagh, cântăreață irlandeză
- 1968: Mihai Leu, pugilist și pilot de raliu român (d. 2025)
- 1968: Adrian Pop, scrimer român
- 1969: T. O. Bobe, poet și prozator român, autor de scenarii de film și de televiziune
- 1969: Andrew Bryniarski, actor american
- 1974: Robbie Williams, cântăreț britanic
- 1976: Martin Sastre, artist uruguayan
- 1979: Rafael Márquez, fotbalist mexican
- 1979: Mena Suvari, actriță americană
- 1980: Sebastian Kehl, fotbalist german
- 1980: Mamadou Sakho, fotbalist francez
- 1986: Luke Moore, fotbalist englez
- 1990: Kevin Strootman, fotbalist olandez
- 1991: Eliaquim Mangala, fotbalist francez
- 1994: Memphis Depay, fotbalist olandez

## Decese
- 0858: Kenneth I al Scoției (n. 810)
- 1130: Papa Honoriu al II-lea (n. 1060)
- 1141: Béla al II-lea al Ungariei (n. 1110)
- 1332: Andronic al II-lea Paleologul, împărat bizantin (n. 1259)
- 1542: Catherine Howard, a cincea soție a regelui Henric al VIII-lea al Angliei (executată) (n.c. 1521)
- 1539: Isabella d'Este, una dintre cele mai importante femei din Renașterea italiană (n. 1474)
- 1561: Francisc I, Duce de Nevers, comandant al armatei regale franceze (n. 1516)
- 1571: Benvenuto Cellini, sculptor, gravor și scriitor florentin (n. 1500)
- 1660: Regele Carol al X-lea al Suediei (n. 1622)

Isabella d'Este, una dintre cele mai importante femei din Renașterea italiană
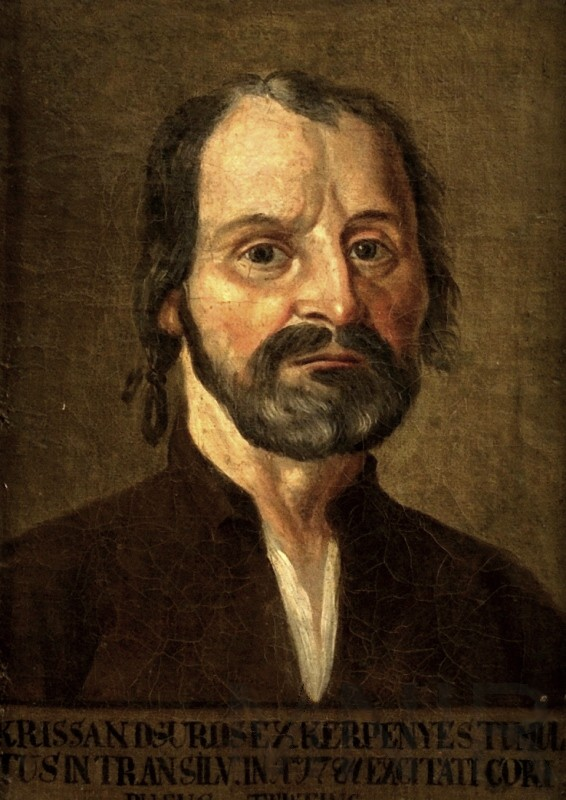
Crișan, unul dintre conducătorii Revoluției de la 1784 din Transilvania
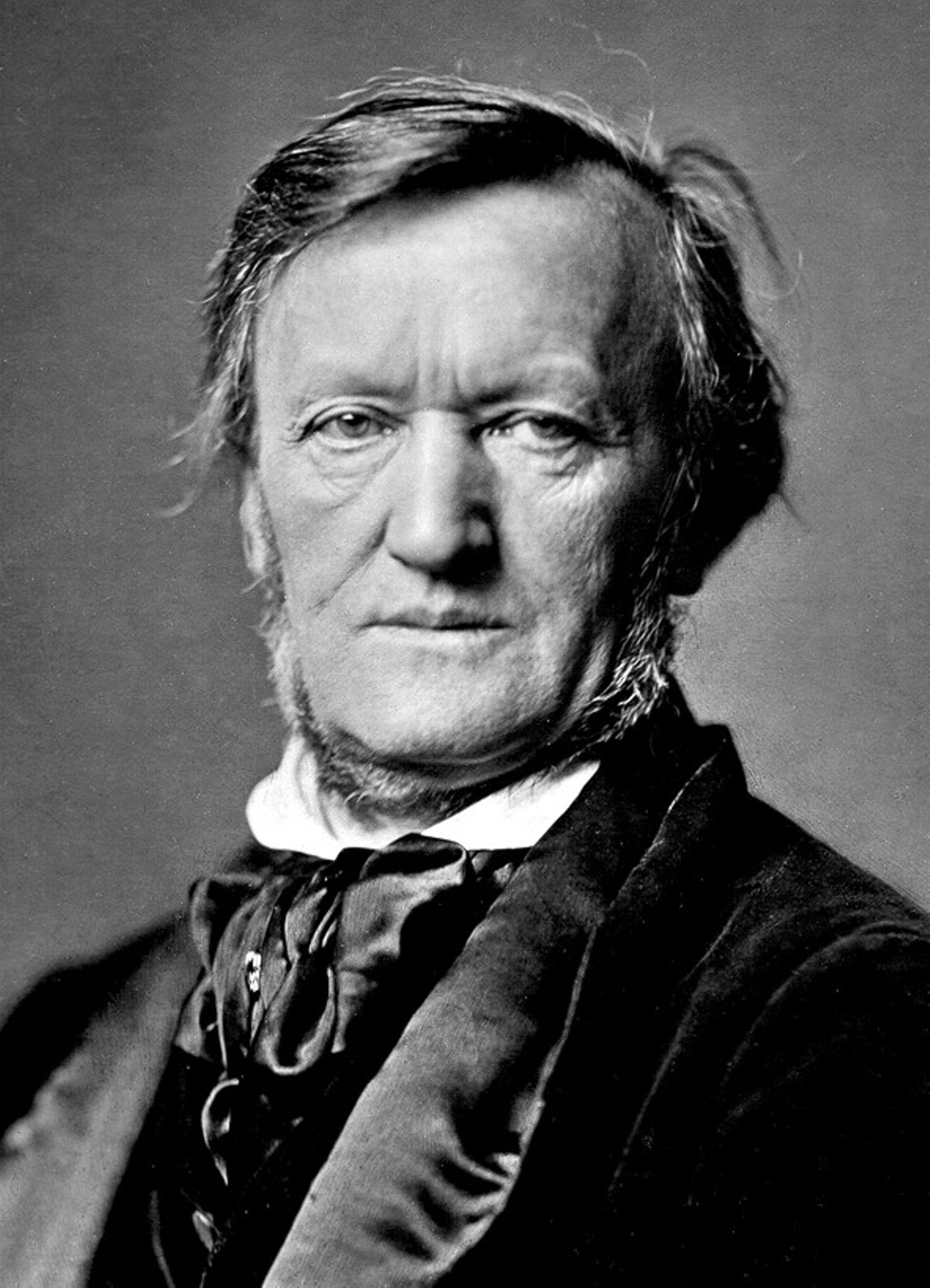
Richard Wagner, compozitor german

- 1662: Elisabeta de Bohemia, bunica regelui George I al Marii Britanii (n. 1596)
- 1785: Crișan, unul dintre conducătorii Revoluției de la 1784 din Transilvania (n. 1733)
- 1787: Filip al II-lea, Conte de Schaumburg-Lippe (n. 1723)
- 1787: Rudjer Josip Boscovich, matematician, fizician, astronom și filosof din Republica Ragusa (n. 1711)
- 1877: Costache Caragiale, actor, regizor și dramaturg român (n. 1815)
- 1883: Richard Wagner, compozitor german (n. 1813)
- 1895: Iraclie Porumbescu, tatăl compozitorului Ciprian Porumbescu, preot, poet și prozator (n. 1823)
- 1898: Henrik Finály, filolog clasic maghiar, rector al Universității „Franz Joseph” din Cluj (n. 1825)
- 1916: Vilhelm Hammershøi, pictor danez (n. 1864)
- 1935: Ion Bianu, filolog român, fondatorul și organizatorul Bibliotecii Academiei (n. 1856)
- 1950: Rafael Sabatini, autor italian (n. 1875)
- 1957: Oszkár Jászi, sociolog și politician maghiar (n. 1875)
- 1996: Martin Balsam, actor american (n. 1919)
- 2007: Elizabeth Jolley, scriitoare australiană (n. 1923)
- 2018: Henrik, Prinț Consort al Danemarcei, nobil danez născut în Franța (n. 1934)

## Sărbători
- In calendarul ortodox: Sfantul Cuvios Martinian; Sfintii Apostoli Acvila si Priscila; Sfantul Ierarh Evloghie
- Ziua Internațională a Radioului